# Cheat Codes
Cheat Codes là nhóm nhạc điện tử gồm3 DJ Los Algeles, Califonia, Hoa Kỳ. Nhóm nhạc nổi bật với đĩa đơn "Sex" năm 2016, tiếp đó là đoạn điệp khúc trong "Let's Talk About Sex" của Salt-N-Pepa. Vào ngày 31 tháng 3 năm 2017, nhóm phát hành đĩa đơn "No Promises" với Demi Lovato.

## Lịch sử

### 2014 - 2015: Thành lập và ra mắt đĩa đơn
Cheat Codes gồm các thành viên ban đầu Trevor Dahl, KEVI và Matthew Rusell. Dahl trước đây đã từng thu âm dưới tên Plug In Stereo. Nhóm thành lập vào năm 2014, Trevor và Matt sống cùng nhau và sau đó đã sáng tác và thu âm cùng với KEVI. Tên của họ được lấy cảm hứng từ anh trai của KEVI, người nói với anh rằng anh đã tìm ra "cheat code" (cách để gọi một đoạn mã dùng để gian lận) để nhận được bất cứ điều gì anh muốn trong cuộc sống. Họ nói trong một cuộc phỏng vấn: "Chúng tôi muốn thể hiện ta tưởng rằng mọi việc đều có thể. Chúng tôi thực sự "cheat code" để yêu cuộc sống hơn và chúng tôi hy vọng có thể chuyển tải khả năng đó thông qua âm nhạc của chúng tôi."
Vào năm 2015, họ phát hành đĩa đơn đầu tay mang tên "Visions", đạt vị trí số 1 trên bảng xếp hạng Hype Machine. Tiếp theo là đĩa đơn "Do not Say No", "Senses" và "Adventure". "Adventure" đạt vị trí thứ 3 trên bảng xếp hạng Hype Machine. Nhóm đã thu được hơn 15 triệu lượt xem trên YouTube và sau đó tham gia chuyến lưu diễn cùng với The Chainsmokers.

### 2016 - nay
Tháng 6 năm 2016, nhóm phát hành "Let Me Hold You" với Dante Klein, giống với "Turn Me On" của Kevin Lyttle. Bài hát đã thu được hơn 100 triệu lượt phát (lượt xem và nghe trên cách dịch vụ). Tháng 7 năm 2016, nhóm phát hành "Sex" với Kris Kross Amsterdam, bài hát nhanh chóng đạt được hơn 300 triệu lượt phát. Nói về  "Sex", Matt thừa nhận rằng bài hát dường như có sự giúp đỡ của thần thánh vì chỉ mất 45 phút để viết nó. Tháng 8 năm 2016, một video âm nhạc được phát hành cho bài hát, và nhóm đã trình diễn tại lễ trao giải Billboard Hot 100. Nhóm ký hợp đồng với 300 Entertainment vào tháng 9 năm 2016. Tháng 11 năm 2016, Cheat Codes phát hành "Queen Elizabeth", đồng sản xuất với "Foreign Noi $ e". Nhóm đã phát hành "No Promises", đĩa đơn tác với Demi Lovato vào tháng 3 năm 2017.

## Danh sách đĩa nhạc

### Đĩa đơn

#### Nghệ sĩ chính
| Tiêu đề                                                       | Năm  | Vị trí cao nhất | Vị trí cao nhất | Vị trí cao nhất | Vị trí cao nhất | Vị trí cao nhất | Vị trí cao nhất | Vị trí cao nhất | Vị trí cao nhất | Vị trí cao nhất | Vị trí cao nhất | Chứng nhận                                    | Album             |
| Tiêu đề                                                       | Năm  | US              | AUS             | BEL             | DEN             | FIN             | GER             | NLD             | NOR             | SWE             | UK              | Chứng nhận                                    | Album             |
| ------------------------------------------------------------- | ---- | --------------- | --------------- | --------------- | --------------- | --------------- | --------------- | --------------- | --------------- | --------------- | --------------- | --------------------------------------------- | ----------------- |
| "Visions"                                                     | 2015 | —               | —               | —               | —               | —               | —               | —               | —               | —               | —               |                                               | Non-album singles |
| "Adventure" (with Evan Gartner)                               | 2015 | —               | —               | —               | —               | —               | —               | —               | —               | —               | —               |                                               | Non-album singles |
| "Senses" (featuring Lostboycrow)                              | 2015 | —               | —               | —               | —               | —               | —               | —               | —               | —               | —               |                                               | Non-album singles |
| "Follow You"                                                  | 2015 | —               | —               | —               | —               | —               | —               | —               | —               | —               | —               |                                               | Non-album singles |
| "Please Don't Go"                                             | 2015 | —               | —               | —               | —               | —               | —               | —               | —               | —               | —               |                                               | Non-album singles |
| "Say Goodbye"                                                 | 2016 | —               | —               | —               | —               | —               | —               | —               | —               | —               | —               |                                               | Non-album singles |
| "Sex" (with Kris Kross Amsterdam)                             | 2016 | —               | 17              | 25              | 3               | 3               | 14              | 2               | 2               | 2               | 9               | - ARIA: Platinum - BPI: Platinum - BVMI: Gold | Non-album singles |
| "Runaway"                                                     | 2016 | —               | —               | —               | —               | —               | —               | —               | —               | —               | —               |                                               | Non-album singles |
| "Fed Up" (with LVNDSCAPE)                                     | 2016 | —               | —               | —               | —               | —               | —               | —               | —               | —               | —               |                                               | Non-album singles |
| "Can't Fight It" (with Quintino)                              | 2016 | —               | —               | —               | —               | —               | —               | —               | —               | —               | —               |                                               | Non-album singles |
| "Let Me Hold You (Turn Me On)" (with Dante Klein)             | 2016 | —               | 38              | 55              | 19              | —               | 49              | 27              | 15              | 12              | 36              | - BPI: Silver                                 | Non-album singles |
| "Queen Elizabeth"                                             | 2016 | —               | —               | —               | —               | —               | —               | —               | —               | —               | —               |                                               | Non-album singles |
| "No Promises" (featuring Demi Lovato)                         | 2017 | 68              | 17              | 37              | 30              | 10              | 44              | 35              | 39              | 37              | 18              | - ARIA: Platinum - BPI: Silver                | Non-album singles |
| "Stay with You" (with Cade)                                   | 2017 | —               | —               | —               | —               | —               | —               | —               | —               | —               | —               |                                               | Non-album singles |
| "Sober" (with Nicky Romero)                                   | 2017 | —               | —               | —               | —               | —               | —               | —               | —               | —               | —               |                                               | Non-album singles |
| "—" không được xếp hạng hoặc không được phát hành tại khu vực |      |                 |                 |                 |                 |                 |                 |                 |                 |                 |                 |                                               |                   |

#### Nghệ sĩ hợp tác
| Tiêu đề                                                             | Năm  | Vị trí cao nhất | Vị trí cao nhất | Vị trí cao nhất | Vị trí cao nhất | Vị trí cao nhất | Vị trí cao nhất | Vị trí cao nhất | Vị trí cao nhất | Vị trí cao nhất | Chứng nhận    | Album             |
| Tiêu đề                                                             | Năm  | AUS             | BEL             | DEN             | FRA             | GER             | ITA             | NLD             | NOR             | UK              | Chứng nhận    | Album             |
| ------------------------------------------------------------------- | ---- | --------------- | --------------- | --------------- | --------------- | --------------- | --------------- | --------------- | --------------- | --------------- | ------------- | ----------------- |
| "Monsters Are Everywhere" (The Seige featuring Cheat Codes)         | 2015 | —               | —               | —               | —               | —               | —               | —               | —               | —               |               | Non-album singles |
| "Hold On" (Moguai featuring Cheat Codes)                            | 2015 | —               | 64              | —               | —               | —               | —               | 86              | —               | —               |               | Non-album singles |
| "Shed a Light" (Robin Schulz và David Guetta featuring Cheat Codes) | 2016 | 23              | 26              | 35              | 44              | 6               | 27              | 20              | 30              | 24              | - BPI: Silver | Non-album singles |
| "—" không được xếp hạng hoặc không phát hành tại khu vực.           |      |                 |                 |                 |                 |                 |                 |                 |                 |                 |               |                   |

#### Các bảng remix
| Tiêu đề                                  | Năm  | Nghệ sĩ                           | Album                  |
| ---------------------------------------- | ---- | --------------------------------- | ---------------------- |
| "Second Wind"                            | 2015 | Kelly Clarkson                    | Piece by Piece Remixed |
| "The Daze"                               | 2016 | Syn Cole featuring Madame Buttons | Non-album remixes      |
| "New Obsession"                          | 2016 | FRANKIE                           | Non-album remixes      |
| "You Don't Know Love"                    | 2016 | Olly Murs                         | Non-album remixes      |
| "Party"                                  | 2016 | JP Cooper                         | Non-album remixes      |
| "Pretty Girl" (Cheat Codes X CADE Remix) | 2016 | Maggie Lindemann                  | Non-album remixes      |
| "Heartlines"                             | 2016 | Broods                            | Non-album remixes      |
| "I Got You"                              | 2016 | Bebe Rexha                        | Non-album remixes      |
| "This Town"                              | 2016 | Niall Horan                       | Non-album remixes      |
| "Weak"                                   | 2017 | AJR                               | Non-album remixes      |
| "Nights with You"                        | 2017 | MØ                                | Non-album remixes      |
| "Swish Swish"                            | 2017 | Katy Perry featuring Nicki Minaj  | Non-album remixes      |
| "I Like Me Better"                       | 2017 | Lauv                              |                        |